# Pianoconcert (Atterberg)
Kurt Atterberg voltooide zijn enige Pianoconcert in 1935. 
De aanloop tot het concerto was een lange. In 1927 begon Atterberg met het eerste deel, maar vond de voltooiing van zijn Zesde symfonie en opera Fanal kennelijk belangrijker.  In 1933 pakte hij echter de draad weer op en voltooide het eerste deel in manuscriptvorm. In 1934 stond dan het eerste deel geheel georkestreerd op papier en er volgde direct een première met Olof Wibergh als solist. Daarna werkte Atterberg er nog verder aan, zodat het uiteindelijk op 12 januari 1936 in haar geheel kon worden uitgevoerd. Opnieuw was Wibergh de solist, Atterberg dirigeerde het Stockholm Philharmonisch Orkest. Het concert was een succes in Zweden en Atterberg gaf zelf leiding aan diverse uitvoeringen binnen Europa tot aan Vichy aan toe. Na de uitvoeringen die volgden op de voltooiing van het werk, verdween het concerto langzaam uit het repertoire.

## Muziek
Het pianoconcert kent de klassieke driedelige opbouw:
1. Pesante allegro
2. Andante attaca
3. Furioso

Atterberg koos voor de stijl van Johannes Brahms door de solopartij in te bedden in de orkestpartij. Dat wil niet zeggen dat ze in het niet valt; de piano is vooral in deel 2 als solo-instrument goed te horen. Dat is dan ook gelijk het deel waar de cadens in te horen is.   

### Orkestratie
- solo piano
- 2 dwarsfluiten (II ook piccolo), 2 hobo’s,  2 klarinetten, 2 fagotten
- 4 hoorns, 3 trompetten, 3 trombones,  1 tuba
- pauken, 1 man/vrouw percussie
- violen, altviolen, celli, contrabassen

## Discografie
- Uitgave CPO: Love Derwinger (piano), Ari Rasilainen en Sinfonieorchester des Norddeutschen Rundfunks
- Uitgave Sterling: Dan Franklin Smith (piano), B. Tommy Andersson en Gävle symfoniorkester